# NGC 4729
NGC 4729 ist eine Elliptische Galaxie vom Hubble-Typ E0 im Sternbild Zentaur am Südsternhimmel. Sie ist schätzungsweise 142 Millionen Lichtjahre von der Milchstraße entfernt und hat einen Durchmesser von etwa 70.000 Lichtjahren.
Im selben Himmelsareal befinden sich u. a. die Galaxien NGC 4706, NGC 4730, NGC 4743, NGC 4744.
Das Objekt wurde am 8. Juni 1834 von John Herschel mit einem 18–Zoll–Spiegelteleskop entdeckt, der dabei nur „The first of three“ schrieb.